# Ernst Hermann Sommert
Ernst Hermann Sommert (* 19. April 1887 in Wien; † 10. März 1945 ebenda) war ein österreichischer Schriftsteller.

## Leben
Als Sohn des Schriftstellers Hans Sommert (1847–1923) geboren, wurde Ernst Hermann Sommert während seines Studiums 1909 Mitglied der Burschenschaft Germania Wien. Später arbeitete er im österreichischen Außenministerium. Dann war er bis 1926 in Berlin bei der österreichischen Gesandtschaft tätig. Er war anschließend als Schriftsteller und Journalist tätig. Am 1. Mai 1933 trat er der NSDAP bei (Mitgliedsnummer 2.839.607). Er starb 1945 in Folge einer Kriegsverletzung.

## Veröffentlichungen (Auswahl)
- Siegvolk. Ein deutsches Festspiel. 1914.
- Des Kaisers Ziel. Sonettenkranz. 1915.
- Germanen vor! Ein deutsches Festspiel für die Gegenwart. 1915.
- Der albanische Volkscharakter. Wien 1919.